# Gmail Drive
Gmail Drive (произносится джи-мэйл драйв) — программа-расширение оболочки Microsoft Windows, позволявшая использовать аккаунт электронной почты Gmail в качестве удалённого устройства хранения данных. В 2013 сервис был объединён с онлайн хранилищем Google Диск, а 24 июля 2015 закрылся окончательно.

## Принцип работы
Для работы Gmail Drive, компьютер должен быть подключен к Интернету и иметь доступ к аккаунту электронной почты Gmail. Широкополосное соединение является предпочтительным, хотя и не необходимым. Gmail Drive использует почтовый ящик вашей учётной записи и создаёт в папке «Мой компьютер» виртуальную файловую систему, доступную через Проводник Windows, но не в виде диска.
При копировании нового файла на Gmail Drive, программа отправляет e-mail на ваш аккаунт Gmail. Письмо появляется в папке Входящие с темой «GmailFS», а скопированный файл содержится в нём в виде вложения.
Gmail Drive периодически проверяет почту, для реконструкции виртуального каталога. Несколько компьютеров могут подключаться к одной учётной записи, что позволяет использовать Gmail Drive в режиме файл-сервера.

## Дополнительные возможности
- Gmail Drive позволяет осуществлять манипуляции с файлами через прокси-сервер без аутентификации
- Существует возможность работы по защищённому HTTPS протоколу

## Ограничения
- Размер почтового ящика Gmail на апрель 2013 ограничен объёмом в 10,1 Гб (объём постоянно увеличивается).
- Максимальный размер файла, загружаемого на почтовый ящик Gmail, составляет 25 Мегабайт.
- Невозможность загружать файлы с длинными именами (не более 40 символов).
- На самом деле жёсткий диск Gmail drive не является запоминающим устройством в иерархии Windows и не имеет собственной буквы для адресации, а является дополнительной системной папкой в папке «Мой компьютер». Это влечёт невозможность обращения к файлам на Gmail Drive по стандартным путям типа «C:\001.jpg».
- Ранее на загрузку файлов определённых форматов на аккаунт Gmail был наложен запрет.
- Использовать иные почтовые сервисы, кроме Gmail, невозможно.

## Блокировка аккаунта при использовании Gmail Drive
Использование программного обеспечения независимых производителей для работы с Gmail нарушает Условия использования, которые все пользователи принимают при создании аккаунта Gmail.
— Справочный центр Gmail
При использовании Gmail Drive, почтовый аккаунт может быть заблокирован и при обращении к http://gmail.com вы увидите веб-страницу со следующим текстом:

Аккаунт заблокирован: обнаружены необычные действия
Этот аккаунт заблокирован в связи с выполнением необычных действий. Для восстановления доступа к аккаунту может потребоваться до 24 часов.
К необычным действиям аккаунта относятся, помимо прочего, следующие:
1. Получение, удаление или загрузка больших объёмов писем через POP в короткий период времени.
2.Отправка большого количества писем, которые невозможно доставить (письма, возвращающиеся отправителю).
3. Использование программного обеспечения для обмена файлами или их хранения, расширений браузера или программного обеспечения независимых производителей, которые осуществляют автоматический вход в аккаунт.
4. Оставить несколько экземпляров аккаунта Gmail открытыми.
5. Проблемы, связанные с браузером. Если при попытке доступа к папке «Входящие» браузер постоянно перегружается, возможно, эта проблема связана с браузером и необходимо очистить его кэш и удалить файлы cookie.
Если вы использовали аккаунт Gmail в соответствии с условиями использования Gmail, для устранения возникшей проблемы нажмите здесь.

## Сходные программы
Под операционную систему Windows существует аналогичная программа Vombato Mail Drive. Vombato Mail Drive позволяет использовать любые почтовые сервисы, поддерживающие протокол POP3. К недостаткам этой программы следует отнести её коммерческий статус, а также то, что она не является расширением Windows, а предоставляет собственный интерфейс для манипуляции файлами. Vombato Mail Drive не совместим с Gmail Drive, так как использует другой способ адресации файлов.